# Felipe Gil (Politiker)
Felipe Gil (* 1911; † 1984) war ein uruguayischer Politiker. 
Gil, der der Partido Nacional angehörte, war vom 1. März 1963 bis 16. Juni 1964 (andere Quellen nennen den 16. April 1964) Innenminister von Uruguay. Auch saß er in der 40. Legislaturperiode vom 15. Februar 1967 bis zum 14. Februar 1968 als Senator in der Cámara de Senadores.